# Rina Ronja Kari

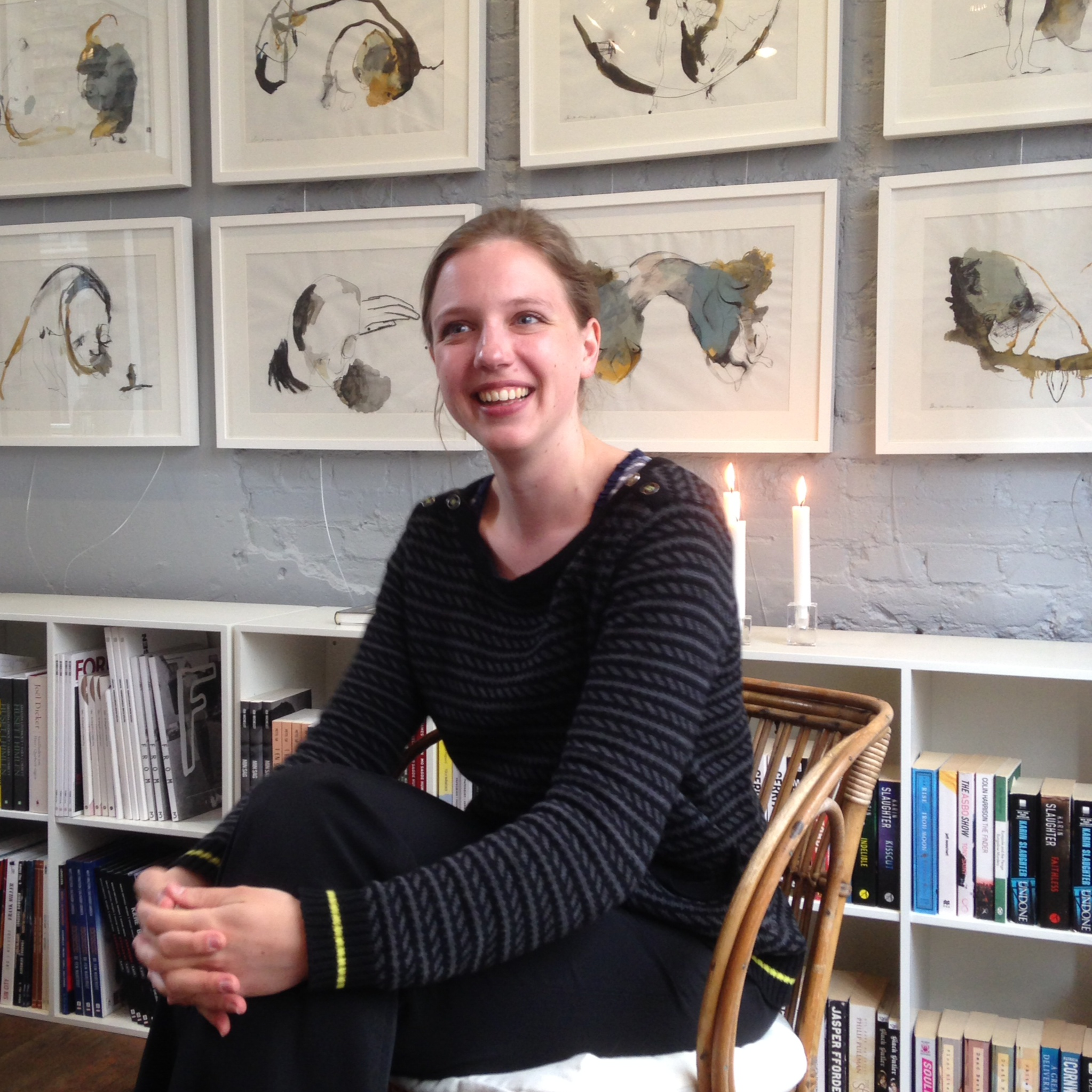
Rina Ronja Kari, 2014

Rina Ronja Kari (* 15. Februar 1985) ist eine dänische Politikerin der Folkebevægelsen mod EU.

## Politischer Werdegang
Kari war von 2014 bis 2019 Abgeordnete des Europäischen Parlaments für die Folkebevægelsen mod EU (Volksbewegung gegen die EU). Sie trat die Nachfolge von Søren Søndergaard an und wurde bei der Wahl 2014 direkt gewählt. Im Parlament war sie Mitglied der linken Fraktion GUE/NGL. Ihre Schwerpunkte lagen auf der Bekämpfung von Sozialdumping, der Verteidigung des Wohlfahrtsstaates und der Förderung demokratischer Transparenz. Sie sprach sich gegen die Zentralisierung von Macht in der EU aus und setzte sich für nationale Entscheidungsfreiheit ein.

## Ausbildung und beruflicher Hintergrund
Kari schloss ihre Schulausbildung am Det frie Gymnasium in Kopenhagen ab und studierte anschließend Betriebswirtschaft an der Universität Roskilde. Kari besitzt einen Bachelorabschluss in Mathematik und Unternehmensstudien sowie einen Masterabschluss in Sozialwissenschaften (cand.soc.). Vor ihrer Zeit im Europäischen Parlament war die unter anderem als Sekretariatsleiterin der Erhvervsskolernes Elevorganisation und als Organisationsberaterin für die Pädagogstuderendes Landssammenslutning tätig.

## Engagement nach der Politik
Nach ihrem Ausscheiden aus dem Europäischen Parlament im Jahr 2019 begann Kari ihre Tätigkeit bei Dansk Standard. Seit November 2023 ist sie Marketings- und Kommunikationschefin bei Miljømærkning Danmark, einer Abteilung von Dansk Standard, die für Umweltzeichen wie das Nordische Umweltzeichen (Svanemærket) und das EU-Umweltzeichen (EU-Blume) zuständig ist.

## Politische Position
Kari setzte sich für ein gerechtes Arbeitsumfeld ein und bekämpfte Sozialdumping, insbesondere im Transportsektor. Sie forderte, dass ausländische Transportunternehmen in Dänemark die gleichen Tarifbedingungen wie dänische Unternehmen einhalten müssen. Zudem kritisierte sie die EU für mangelnde Transparenz und übermäßigen Einfluss von Lobbyisten. Sie veröffentlichte ihre eigenen Ausgaben und Lobbykontakte, um für mehr Offenheit zu sorgen.